# Buena Vista Park

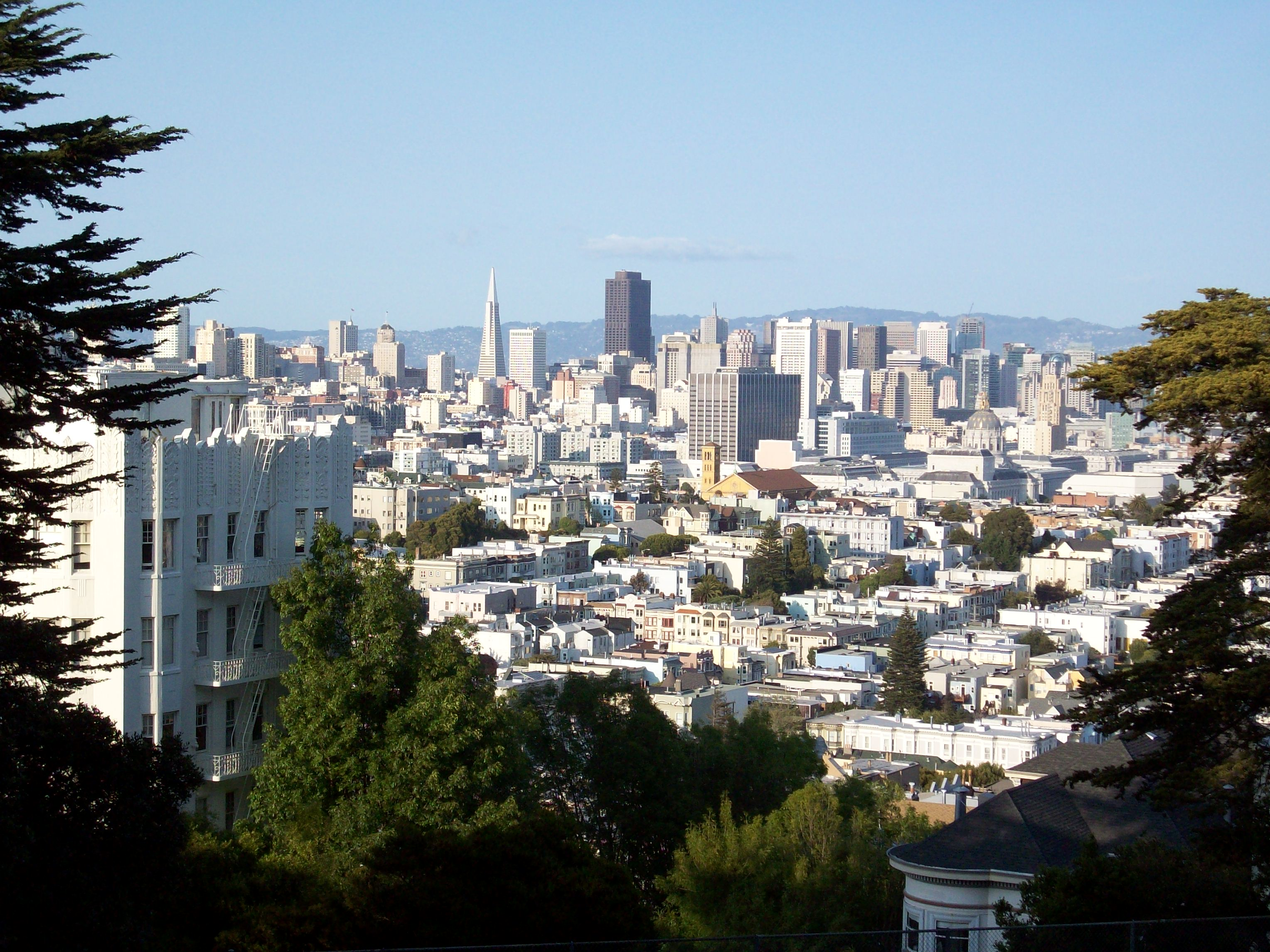
Zicht op het hartje van San Francisco vanuit Buena Vista Park.

Het Buena Vista Park is een park in de Amerikaanse stad San Francisco (Californië), meer bepaald in de buurten Haight-Ashbury en Buena Vista Heights. Het werd in 1867 opgericht als het Hill Park en is daarmee het oudste erkende stadspark van San Francisco. In 1894 kreeg het zijn huidige naam.
Het park ligt op een steile heuvel van 175 meter hoog. Het is 150.000 m² groot en wordt omgeven door Haight Street, Buena Vista Avenue West en Buena Vista Avenue East. Het park heeft een onregelmatige vorm.
Er is een klein gazon in Buena Vista Park vanwaar bezoekers een fraai uitzicht hebben over het oosten, noorden en westen. Zo kan men er de Golden Gate Bridge en de Marin Headlands zien. Lager op de heuvel is er een ander uitkijkpunt, The Window, vanwaar men Golden Gate Park en de Grote Oceaan kan zien.
Ten zuidoosten van het Buena Vista Park ligt het Corona Heights Park, dat zich op een kale heuvel bevindt. Het kleine Duboce Park ligt zo'n 500 meter ten oosten van Buena Vista. Het lange, smalle park The Panhandle ligt twee stratenblokken ten noorden van Buena Vista Park.
Onder de heuvel ligt de Sunset Tunnel die wordt gebruikt door de N Judah, een van de semimetro-lijnen van Muni Metro.